# Ander Vilariño

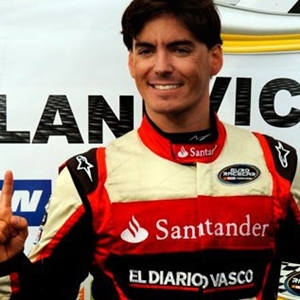
Ander Vilariño

Ander Vilariño Facal (Hondarribia, 6 november 1979) is een Spaans autocoureur.

## Carrière

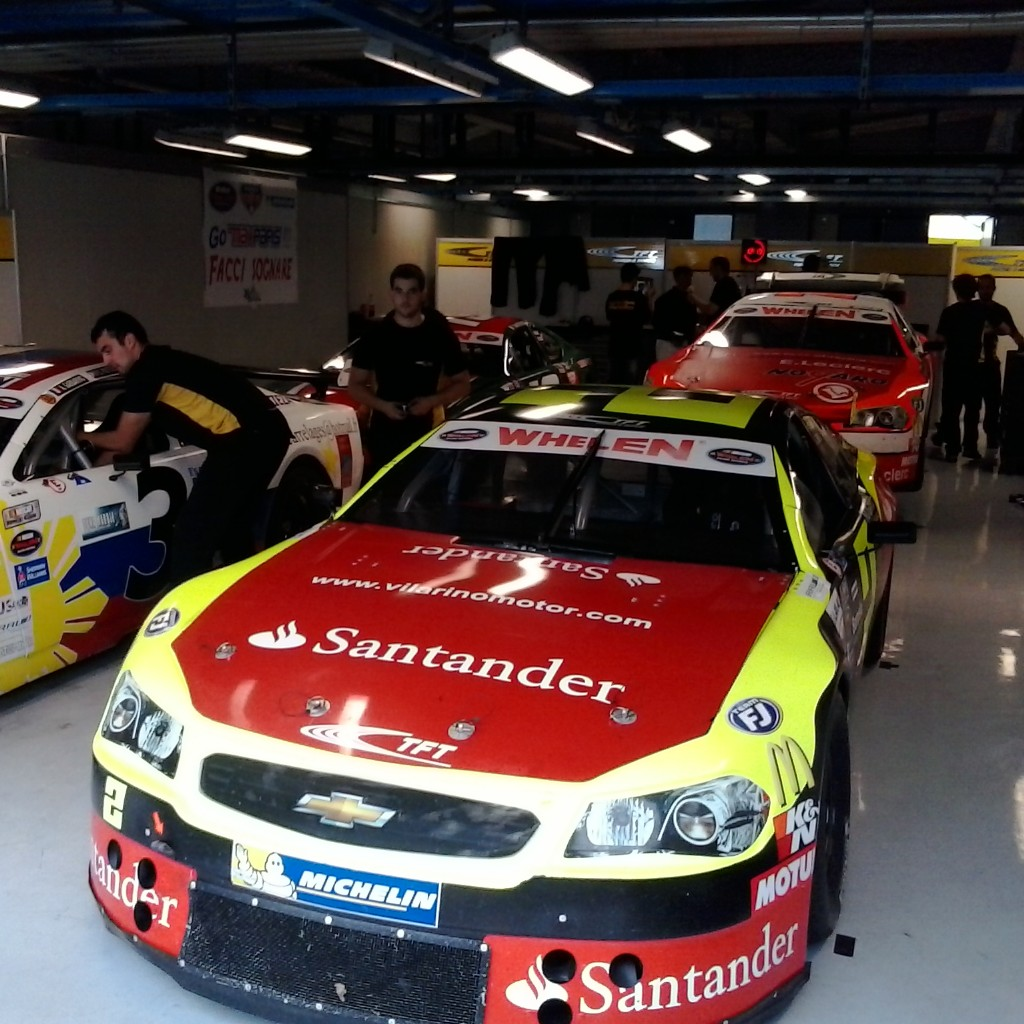
De auto van Vilariño in 2013

Vilariño begon zijn autosportcarrière in het karting in 1990 en kwam hierin uit tot 1995. In 1996 maakte hij zijn debuut in het formuleracing in de Franse Formule Renault Campus en werd vierde met twee overwinningen. In 1997 maakte hij de overstap naar de Franse Formule Renault, maar in de tweede race van het seizoen op het Circuit Paul Armagnac maakte hij een zware crash mee waardoor hij zijn seizoen voortijdig moest beëindigen. In 1998 keerde hij terug in het kampioenschap en eindigde hij op de elfde plaats in het klassement.
In 1999 verliet Vilariño kortstondig de formulewagens en nam hij deel aan rally- en heuvelklim-evenementen in Spanje. In 2000 keerde hij terug in de formulewagens en won direct zijn eerste kampioenschap in de Spaanse Formule Super Toyota met zes overwinningen uit tien races. In 2001 stapte hij over naar het nieuwe Spaanse Formule 3-kampioenschap. Hij won zes races en stond in nog twee andere races op het podium en werd zo de eerste kampioen in de klasse met 196 punten. Daarnaast nam hij dat jaar deel aan de 1000 kilometer van Estoril in de European Le Mans Series.
In 2002 maakte Vilariño de overstap naar de World Series by Nissan en kwam hierin uit voor het team Epsilon by Graff. Hij behaalde twee podiumplaatsen op het Circuit Ricardo Tormo Valencia en eindigde met 53 punten op de achtste plaats in het kampioenschap. In 2003 behaalde hij voor het team zijn eerste overwinning in het kampioenschap op het Circuit de Catalunya en stond nog drie andere keren op het podium, waardoor hij opnieuw achtste werd, maar nu met 98 punten. In 2004 verliet hij het team en het kampioenschap halverwege het seizoen vanwege meningsverschillen met de directie. Voor die tijd had hij één podiumplaats behaald op het Circuit Magny-Cours en werd uiteindelijk twaalfde in de eindstand met 24 punten.
In 2005 stapte Vilariño over naar het FIA European Hill Climb Championship en won de Hill Cup. In 2006 maakte hij tijdens het eerste evenement in Rechberg, Duitsland, een zware crash mee waardoor hij de rest van het seizoen vanaf de zijlijn moest toekijken. Na zijn herstel won hij in 2007 de FIA Hill Climb en Campeonato de Europa. In 2008 keerde hij terug naar het circuitracen en eindigde als zevende in de European Endurance Challenge V de V. In 2009 verbeterde hij zich naar de derde plaats, ondanks dat hij slechts de helft van het seizoen deelnam. In 2010 reed hij in drie races van de V de V European Endurance Challenge en won het Basque Rallysprint Championship.
In 2011 kwam Vilariño uit in de FIA Euroracecar Series en werd derde in de eindstand met twee overwinningen en drie andere podiumplaatsen. Datzelfde jaar reed hij in de FIA Speed Euroseries en won tijdens het evenement op Spa-Francorchamps. Ook won hij de 4 uur van Jarama als onderdeel van de V de V European Endurance Challenge Race. In 2012 werd hij de eerste kampioen van de NASCAR Whelen Euro Series met zes overwinningen en drie andere podiumplaatsen. In de volgende drie seizoenen in dit kampioenschap won hij respectievelijk zeven, vier en drie races en werd in 2013 en 2015 kampioen, terwijl hij in 2014 achter Anthony Kumpen tweede werd. In 2016 werd hij kampioen in de V de V Challenge Endurance Moderne met vier overwinningen uit zeven races.